# Ricky Hickman
Richard Marciano « Ricky » Hickman Jr., né le 1er septembre 1985, à Winston-Salem, en Caroline du Nord, est un joueur américain de basket-ball. Il évolue au poste de meneur et arrière.

## Biographie
Hickman est nommé meilleur joueur de la 3e journée du Top 16 de l'Euroligue 2012-2013 avec une évaluation de 34 (24 points à 6 tirs sur 8 à 2 points, 5 passes décisives et 5 rebonds).
En avril 2014, Hickman est nommé meilleur joueur de la première journée des playoffs de l'Euroligue avec une évaluation de 36. Il marque 26 points (à 3 sur 3 à trois points et 9 sur 9 au lancer franc), prend 4 rebonds et fait 3 passes décisives dans la victoire en prolongation du Maccabi contre l'Olimpia Milan (99-101).
Hickman quitte le Maccabi à l'été 2014 et rejoint le Fenerbahçe Ülker. En mars 2015, il est victime d'une rupture du talon d'Achille qui met fin à sa saison.
À l'intersaison 2016, il rejoint l'Olimpia Milan. Dès la première journée de la saison régulière de l'Euroligue, Hickman est nommé meilleur joueur lors de la victoire de sa nouvelle équipe sur le Maccabi Tel-Aviv.

## Palmarès

### Club
- Vainqueur de la Coupe d'Israël 2013, 2014
- Vainqueur de Euroligue 2014.
- Champion de Turquie 2016
- Vainqueur de la Coupe de Turquie 2016
- Vainqueur de la Supercoupe d'Italie 2016
- Vainqueur de la Coupe d'Italie 2017

### Personnelle
- MVP de la Coupe d'Italie en 2017